# Plutajući objekt
Plutajuće tijelo je plovni objekt na vodi, koji je stalno privezan ili usidren na unutarnjim vodama bez pogonskoga uređaja i jednostavne konstrukcije, uređaja i ugrađene opreme, čija istisnina ne prelazi 15 tona (splavi, kućice na vodi, pristani i sl.).
Plutajući objekt je prema hrvatskome Pomorskom zakoniku jest pomorski objekt stalno privezan ili usidren na moru, koji nije namijenjen za plovidbu (npr. plutajući dok, plutajuće skladište, plutajući restoran, plutajuća elektrana, pontonski most, pontonska marina i sl.)

## Pravilnik o plutajućim objektima
Pravilnikom se utvrđuje sposobnost za uporabu plutajućih objekata čija je istisnina veća od 15 tona ili dužina veća od 15 metara ili manji ako je složene konstrukcije ili ugrađenog postrojenja snage veće od 8 kW.
Pravilnikom o plutajućim objektima smatraju se:
- Pristan - plutajući objekt namijenjen pristajanju drugih plovila i opremljen uređajima za vez, opskrbu i prekrcaj tereta,
- Plutajuća radionica - plutajući objekt namijenjen za popravke plovila na vodi,
- Pontonski most - most položen preko posebno sidrenih i međusobno povezanih pontona,
- Stambena lađa - plutajući objekt namijenjen za boravak osoba koje nisu posada objekta,
- Plutajući hotel i restoran - plutajući objekti namijenjeni ugostiteljskim svrhama,
- Plutajući dok - plutajući objekt građen i opremljen za dizanje i spuštanje - porinuće plovila prilikom radova dokovanja,
- Pontonska marina - niz međusobno povezanih pontona, posebno usidrenih i privezanih, opremljenih opremom za vez i opskrbu drugih plovila posebice plovila za šport i razonodu,
- sva druga slična plovila, stalno privezana, usidrena na vodi ili položena na dno koja nisu uobičajeno namijenjena za plovidbu.

## Namjena plutajućih objekata

### Pristan
Postoji nekoliko vrsta splavi, što zavisi od njihovih potreba. Najčešće su splavi koje služe za vez čamaca, manjih brodova, velikih putničkih brodova i brodova za utovar i istovar, kao i splavi za spašavanje kupača, koji su vezani na raznim rijekama i jezerima. Pristan je opremljen spremnikom za otpadne vode, volumena 10–50 m3 koji se strojno prazni, dok se kruti otpad odlaže u zatvorene spremnike.
U prošlosti splavovi su se pravili od balvana koji su se vezali užetom i klamfama, a po gornjoj površini povezivali se daskama. U novije doba postolje splavi se izrađuju od limenih bačvi, pontona, cijevi, plastičnih cisterni i mnogih drugih prikladnih elemenata. Površina se u većini slučajeva radi od drveta ili limenih ploča, na kojoj se po potrebi stavlja zaštitna ograda.

### Kućice na vodi
Kućice na vodi namijenjene su za boravak i život ljudi na njima. Izrađuju se slično kao i splavi ali je njihova istisnina mnogo veća radi nadgradnje. Izrada nadgradnje zavisi od potrebe vlasnika i površine splavi. Konstrukcija se izrađuje od drveta ili željeza i mora se zaštiti od utjecaja vlage. Na rijekama se vežu sajlama za obalu koje se otpuštaju i zatežu pomoću vitla, dok se na jezerima najčešće usidre na dva mjesta.
U prošlosti takve splavi su se koristile kao vodenice za mlin (pogotovo u području Slavonskoga Broda), a pojavom strojnih i motornih pogona, takvi mlinovi postupno su nestajali. Također u prošlosti (negdje i danas), splavi su se koristila kao gradska kupališta, koja su sadržavala nekoliko bazena za kupanje, kabine za presvlačenje, skakaonice, ugostiteljski dio i dio za sunčanje. U sklopu takve splavi, djelovala je škola za plivanje, skakanje u vodu, a održavala su se i razna plivačka natjecanja.
Postoje čitava splavarska naselja s nekoliko desetaka kućica koje se koriste u privatne i komercijalne svrhe. Jedno od najpoznatijih takvih naselja u Hrvatskoj je splavarsko naselje u Slavonskome Brodu, gdje postoji čitava ulica splavara s preko 70 splavi na rijeci Savi, a u području grada djeluje i Udruga pod imenom Udruga splavara "Čika Mata". Kućice na vodi koriste se u privatne svrhe, dok Udruga svojim programom djeluje kulturno i turistički u svome gradu i šire.

### Plutajući hotel i restoran
Plutajući hotel i restoran je objekt na vodi namijenjen u komercijalne svrhe. Ovi objekti nemaju pogonskoga motora i nisu namijenjeni za plovidbu. Plutajući objekt je stalno privezan ili usidren na rijeci, jezeru ili moru, a po potrebi se premješta s drugim plovnim objektom.

### Splavi za obilježavanje
Kao plutajući objekt vrlo često se koriste splavi za obilježavanje, bilo plovnog puta na rijekama i jezerima ili kao svjetlosnih signala na moru, gdje to nije moguće učiniti sa sidrenim plovcima za obilježavanje.

## Galerija slika
- Kućice na vodi, rijeka Sava
- Splavovi na rijeci Savi (Žuta zemlja)
- Splavovi na rijeci Savi (Žuta zemlja)
- Splavovi na rijeci Savi (Gradska četvrt)
- Splavovi na rijeci Savi (Gradska četvrt)
- Splavovi na rijeci Savi (Makarevac)
- Splavovi na rijeci Savi (Zima 2008.)
- Splavovi na rijeci Savi (Zima 2008.)